# The Scroll of Stone
The Scroll of Stone el primer álbum de estudio de la banda rumana, Magica, el cual fue publicado en Rumania en 2002, bajo el sello de Sigma Records. Es un álbum conceptual que aborda la siguiente historia: "Había una vez una princesa llamada Alma, la cual fue engañada por un demonio, y pierde su alma. Ella debe comenzar una búsqueda y encontrar el Pergamino de Piedra, pues esto será lo único que pondrá fin al hechizo de aquel demonio...".

## Listado de canciones
| N.º | Título                     | Escritor(es)  | Duración |  |
| 1.  | «The Wish»                 | Bogdan Costea | 0:56     |  |
| 2.  | «A Blood Red Dream»        | Costea        | 4:33     |  |
| 3.  | «The Sun Is Gone»          | Costea        | 1:07     |  |
| 4.  | «The Sorcerer»             | Costea        | 4:44     |  |
| 5.  | «Road to the Unknown»      | Costea        | 4:42     |  |
| 6.  | «Daca»                     | Costea        | 3:58     |  |
| 7.  | «E Magic»                  | Costea        | 3:52     |  |
| 8.  | «The Silent Forest»        | Costea        | 4:26     |  |
| 9.  | «Mountains of Ice»         | Costea        | 5:05     |  |
| 10. | «The Key»                  | Costea        | 2:35     |  |
| 11. | «The Scroll of Stone»      | Costea        | 4:31     |  |
| 12. | «Redemption»               | Costea        | 5:10     |  |
| 13. | «Ave María» ((Bonustrack)) |               | 2:48     |  |

- Datos: Q5241574